# MDC1
پروتئین Mediator of DNA damage checkpoint protein 1 یا به اختصار MDC1، یک پروتئین با طول ۲۰۸۰ آمینواسید می‌باشد که در انسان توسط ژن MDC1 در بازوی کوتاه کروموزوم ۶، کد می‌شود. پروتئین MDC1 یک تنظیم کننده فاز S اینترفاز و نقاط وارسی G2/M در چرخه سلولی می‌باشد و همچنین پروتئین‌های تعمیرکننده را به محل آسیب DNA فرامی‌خواند. این پروتئین همراه با پروتئین سرکوبگر تومور پی۵۳ در تعیین سرنوشت بقا سلولی نقش دارد.

## عملکرد

### پاسخ به آسیب دی‌ان‌ای
ژن MDC1، پروتئین هسته‌ای MDC1 را که بخشی از مسیر پاسخ به آسیب دی‌ان‌ای می‌باشد، کد می‌کند. این مسیر یک مکانیسمی می‌باشد که از طریق آن، سلول‌های یوکاریوتی به آسیب دی‌ان‌ای، به خصوص در شکست‌های دی‌ان‌ای دو رشته‌ای، پاسخ می‌دهند که توسط مواد شیمیایی جهش‌زا یا تابش یونیزان ایجاد می‌شوند.

### مرگ سلولی
MDC1 با جلوگیری از فعالیت آپوپتوزی پروتئین سرکوبگر تومور پی۵۳، ویژگی‌های ضد آپوپتوزی دارد. آسیب DNA می‌تواند آپوپتوز را القا کند زمانی که ATM کیناز و Chk2، پروتئین پی۵۳ را فسفریله می‌کنند.

### فقدان پروتئین MDC1
بر اساس مطالعات دانشمندان، نبودن فعالیت یا فقدان پروتئین MDC1 می‌تواند عوارضی را در سطوح ارگانیسمی یا سلولی ایجاد کند. سلول‌های انسانی که فاقد این پروتئین هستند، نمی‌توانند فاز S و G2/M چرخه سلولی را شروع کنند و همچنین ترکیب کرموزوم‌های همولوگ نیز در چرخه سلولی اتفاق نمی‌افتد.